# Galerumaea
Galerumaea is een geslacht van kevers uit de familie bladkevers (Chrysomelidae).
De wetenschappelijke naam van het geslacht werd in 1949 gepubliceerd door Hincks.

## Soorten
- Galerumaea albofasciata (Baly, 1886)
- Galerumaea dimidiata (Guérin, 1844)
- Galerumaea fasciata (Baly, 1886)
- Galerumaea flavipennis (Baly, 1886)
- Galerumaea fulvicollis (Jacoby, 1894)
- Galerumaea interrupta (Jacoby, 1904)
- Galerumaea pulchra (Baly, 1865)
- Galerumaea viridiornata (Jacoby, 1894)